# Jorge Pérez (Fußballspieler, 1965)
Jorge Luis Pérez Vega (* 11. Januar 1965 in La Cruz) ist ein ehemaliger chilenischer Fußballspieler. Der Mittelfeldspieler gewann mit der B-Nationalmannschaft die Silbermedaille bei den Panamerikanischen Spielen 1987.

## Karriere

### Verein
Nachdem Jorge Pérez die Jugendabteilungen von San Luis durchlaufen hatte, debütierte er mit 19 Jahren für das Profiteam des Vereins. 1988 wechselte er zu Universidad de Chile, wo er Teil der Mannschaft war, die den ersten Abstieg in der Geschichte des Vereins erlebte. Nach seinem Abgang von La U lief er für Deportes La Serena auf, wo er eine gute Saison spielte und das Team 1989 in die Pre-Libertadores-Liguilla führte. Danach wechselte er zum CD Lozapenco, das in der zweiten Liga des chilenischen Fußballs spielte, wo er nur kurz verweilte.
Mitte 1990 kehrte Pérez in die Region Valparaíso zurück, diesmal um für die Santiago Wanderers zu spielen. Dort wurde er zu einem Idol des Vereins, kehrte nach seinen acht Jahren beim ersten Mal noch zwei weitere Male zurück. Seine Karriere beendete der Mittelfeldspieler 2004 bei San Luis.

### Nationalmannschaft
Im August 1987 war Pérez im Kader der chilenischen B-Nationalmannschaft, die bei den Panamerikanischen Spielen in Indianapolis antrat. Dort gewann La Roja die Silbermedaille, nachdem sie im Halbfinale Argentinien mit 3:2 besiegt und im Finale gegen Brasilien mit 0:2 verloren hatte, und wurde somit Vizemeister des Turniers. Der Sieg gegen Argentinien der war erste Sieg einer chilenischen Männernationalmannschaft gegen den Nachbarstaat.

## Erfolge
Santiago Wanderers
- Meister der Segunda División: 1995

San Felipe
- Meister der Segunda División: 2000

Chile B
- Silbermedaille bei den Panamerikanischen Spielen: 1987